# Port lotniczy Ilebo
Port lotniczy Ilebo – port lotniczy w Ilebo, w Demokratycznej Republice Konga.